# Larvotto
Larvotto (o, per intero, Larvotto / Bas Moulins, in monegasco Larvotu) è un quartiere del Comune di Monaco (già compreso nel quartiere tradizionale di Monte-Carlo) e con i suoi oltre 5 400 abitanti è il quartiere più popoloso del principato. 
Ospita l'unica spiaggia pubblica del principato ed il grattacielo Le Formentor.
Confina a nord-est con la Francia, costituendo un unico agglomerato urbano con il comune francese di Roquebrune-Cap Martin.

## Riserva sottomarina
La Réserve sous-marine du Larvotto et zona côtière du Portier è una zona Ramsar di 0,23 km² circa costituita da una zona costiera con fondo roccioso profondo circa 10 metri nella parte occidentale. Nella parte orientale della riserva vi sono spiagge ed opere di protezione rocciose artificiali con importanti praterie di Posidonia oceanica. La zona costituisce un rifugio ideale per le diverse specie ittiche della zona. Pur esistendo progetti di sviluppo nei pressi della parte occidentale, le spiagge protette vengono utilizzate solo per attività ricreative. Le acque costiere della riserva sono precluse al turismo e servono come luogo di educazione ambientale limitata e come base per numerosi studi scientifici.

## Sviluppo urbano
Sul lato sud del Larvotto, fra il Porto d'Ercole e il Grimaldi Forum è stata realizzata un'estensione territoriale interamente sul mare, di circa 6 ettari, che prende il nome di Mareterra e che costituisce un vero e proprio nuovo quartiere del Principato.